# Коприва
Вижте пояснителната страница за други значения на Коприва.
 Тази статия е за рода растения.  За вида вижте Обикновена коприва.  За други значения вижте Коприва (пояснение).
Коприва (Urtica) е род покритосеменни растения от семейство Копривови (Urticaceae). Той включва между 30 и 45 вида, главно многогодишни тревисти растения. Най-известният представител на рода е обикновената коприва (Urtica dioica), разпространена в Европа, Северна Африка, Азия и Северна Америка.
Копривата е покрита с тънки власинки, които при допир отделят парлив сок.

## Видове
- Urtica angustifolia – Китай, Япония, Корея.
- Urtica ardens – Южен остров Петри, Нова Зеландия
- Urtica atrichocaulis – в Хималаите, Югозападен Китай
- Urtica atrovirens – Западен Средиземноморски регион
- Urtica cannabina
- Urtica chamaedryoides
- Urtica dioica – Обикновена коприва
- Urtica dubia
- Urtica ferox
- Urtica fissa
- Urtica galeopsifolia
- Urtica gracilenta
- Urtica hyperborea
- Urtica incisa
- Urtica kioviensis
- Urtica laetivirens
- Urtica mairei
- Urtica membranacea
- Urtica morifolia
- Urtica parviflora
- Urtica pilulifera
- Urtica platyphylla
- Urtica pubescens
- Urtica rupestris
- Urtica sondenii
- Urtica taiwaniana
- Urtica thunbergiana
- Urtica triangularis
- Urtica urens

## Хранителни качества
Копривата се отличава с висока хранителна стойност и често се определя като суперхрана. Тя съдържа редица витамини, сред които: витамин A, витамини от група B (включително B1, B2, B3, B5 и B6), витамин C, витамин D, витамин E и витамин K. Освен това е богата на минерали като желязо, калций, магнезий, калий, фосфор, цинк, мед и манган.
Копривата съдържа и аминокиселини, включително незаменими, които човешкият организъм не може да синтезира сам. В състава ѝ влизат още бета-каротин, хлорофил, флавоноиди и различни антиоксиданти. Високото съдържание на фибри подпомага храносмилателната дейност.
По отношение на витамин C, копривата съдържа значително по-големи количества от някои популярни зеленчуци като спанак, броколи и карфиол. В 100 грама сурова коприва се съдържат приблизително 42 калории, като тя е бедна на мазнини и не съдържа холестерол. Съдържа около 7,5% въглехидрати, 7% фибри и над 80% вода, което я прави подходяща за включване в хранителни режими, насочени към контрол на теглото и пречистване на организма.

## Действие
Има диуретично, кръвоспиращо, смекчаващо и антианемично действие.